# Torcida do Fluminense Football Club
Esta página descreve personagens, fatos e feitos da torcida do Fluminense.

## A Torcida Tricolor

### Torcedores folclóricos e apelidos
O Fluminense Football Club é conhecido por possuir torcedores ilustres e famosos, entre eles presidentes, artistas, atletas e outras grandes personalidades, mas possui também, torcedores em todas as raças e camadas sociais, dada a popularidade conquistada nos campos de futebol. A Torcida Tricolor sempre foi conhecida por protagonizar grandes espetáculos, tanto que na ainda década de 1950 foi premiada em 1950, 1951 e 1952, ao vencer as então famosas Competições de Torcidas, organizadas pelo Jornal dos Sports. Ao longo dos anos a tradição foi mantida e em 2008, na final da Copa Libertadores da América, no Maracanã lotado por cerca de 90.000 pessoas, a torcida do Fluminense promoveu um espetáculo jamais visto em um estádio de futebol, emocionando até mesmo, torcedores de outros clubes.

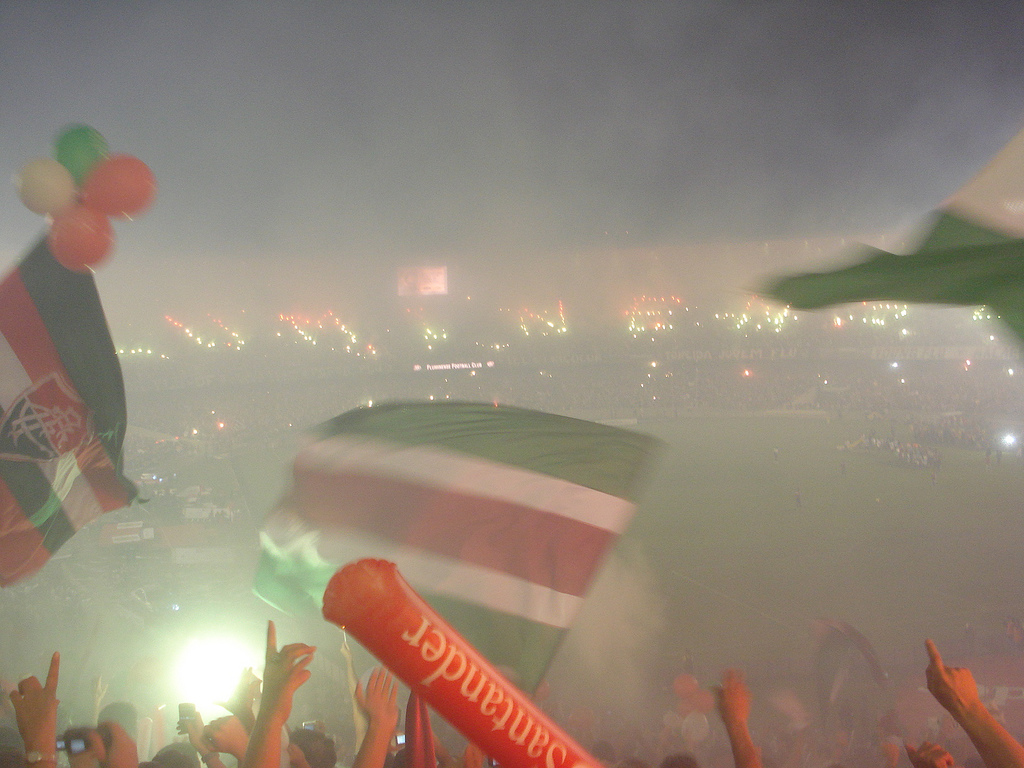
Mosaico com sinalizadores no Maracanã na final da Copa Libertadores de 2008

Os torcedores do Fluminense têm como costume apontar o clube como “destruidor de centenários”. Foi assim com o Flamengo, em 1995, quando conquistou o estadual; com o Coritiba, em 2009, quando decretou o rebaixamento do adversário; e, por fim em 2010, levando a melhor na disputa contra o Corinthians pelo título do Brasileirão.
Encarnando um espírito empreendedor e inovador a Torcida Tricolor vem dando provas de amor incondicional e assinando verdadeiros shows, através de seus mosaicos, que cobrem as arquibancadas do Maracanã e contam com a participação de todos os torcedores, sem distinção, unidos pelo objetivo de incentivar o time e expor seu amor pelo Flu.
A torcida do Flu tem dois apelidos marcantes, sendo "Torcida Tricolor", a forma mais conhecida, por retratar o verde, grená e branco de sua bandeira e uniforme. O jargão "pó de arroz", durante anos representado pela torcida na entrada da equipe em campo com a explosão de milhares de pacotes de talco, popularizou-se por conta da incorporação do jogador Carlos Alberto, no início do século XX.
Segundo a versão popular de detratores, em 1914, vindo do America para o Fluminense, o atleta Carlos Alberto teria tido receio de enfrentar algum preconceito dos aristocráticos tricolores por ser mestiço. Por isso, no jogo realizado em 13 de maio de 1914, ele teria tentado disfarçar a sua cor, pulverizando pó de arroz no corpo. Durante o jogo, porém, o suor que lhe escorria pelo rosto o deixou com um aspecto malhado e, ao perceber o que acontecia, a torcida do America, que já o conhecia, por ter sido jogador do clube rubro, e do qual deveria guardar algum rancor, o saudou aos gritos de "pó de arroz", apelido absorvido pela torcida do Flu, que passou a saudar o time jogando este pó e talco na entrada do time, proporcionando uma das festas mais bonitas para saudar a entrada em campo de seu time. Estava decretado mais um apelido do clube, até hoje carinhosamente assim chamado.

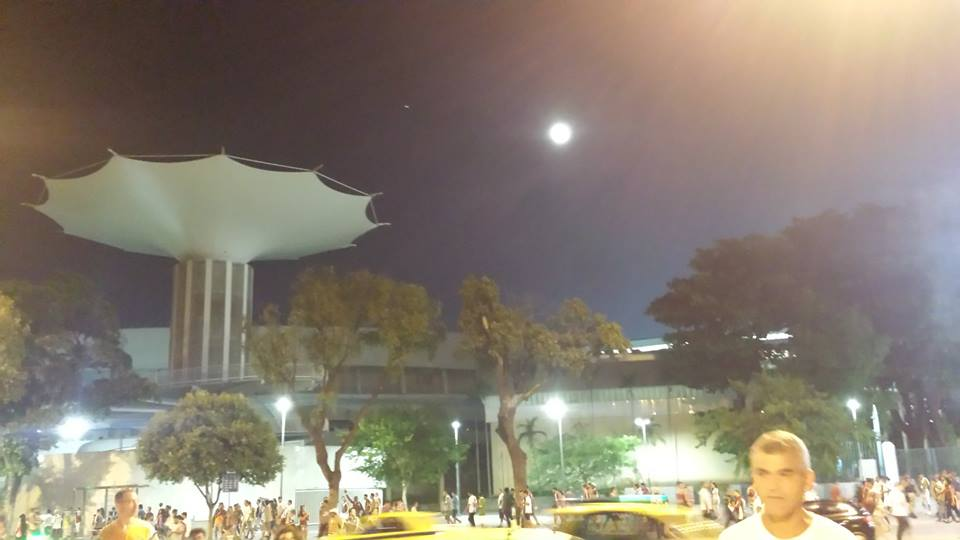
Torcida Tricolor saindo do Maracanã após jogo contra o Liverpool (Uruguai) em 2017.

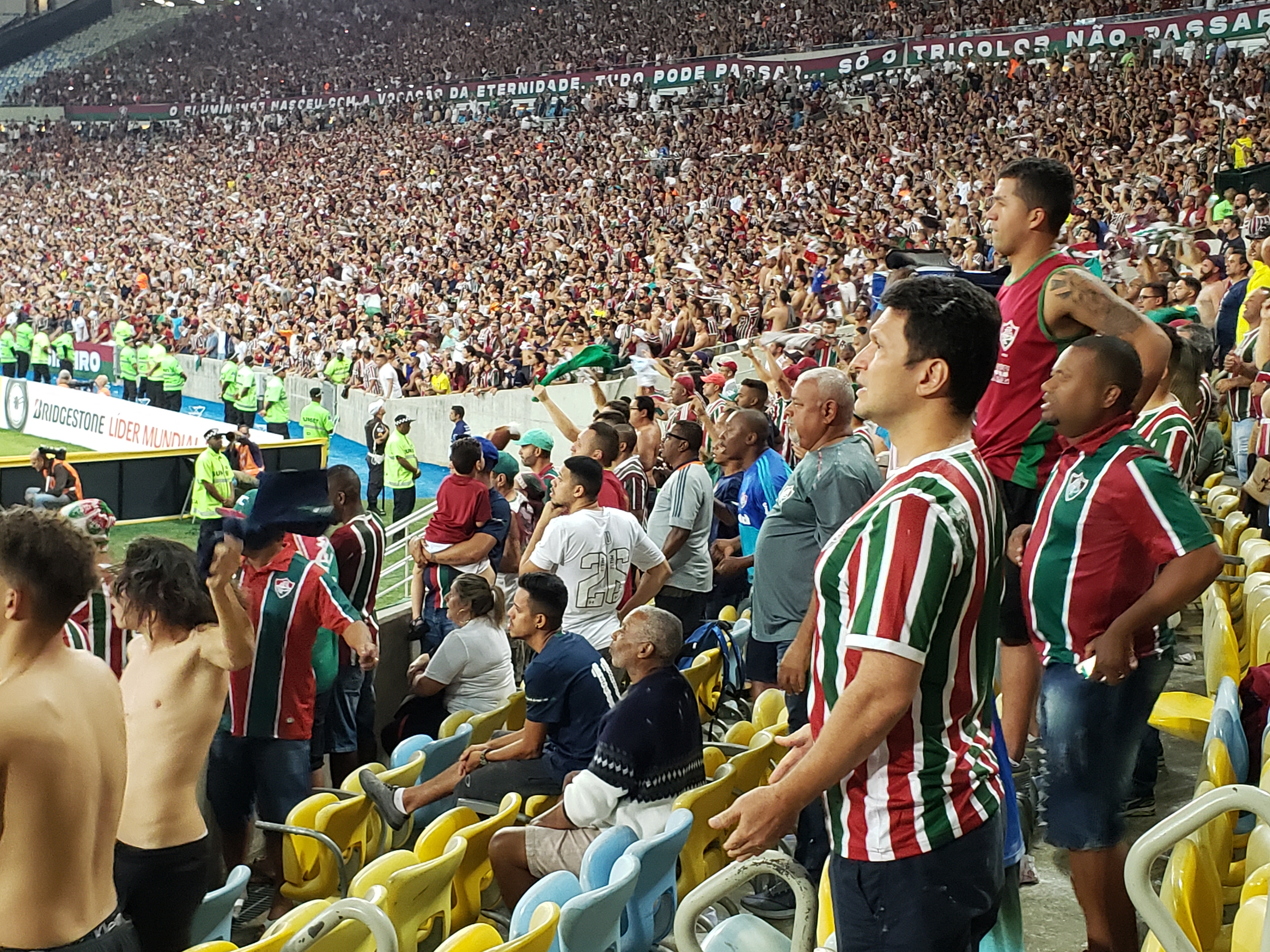
Torcida Tricolor contra o Corinthians em 2019.

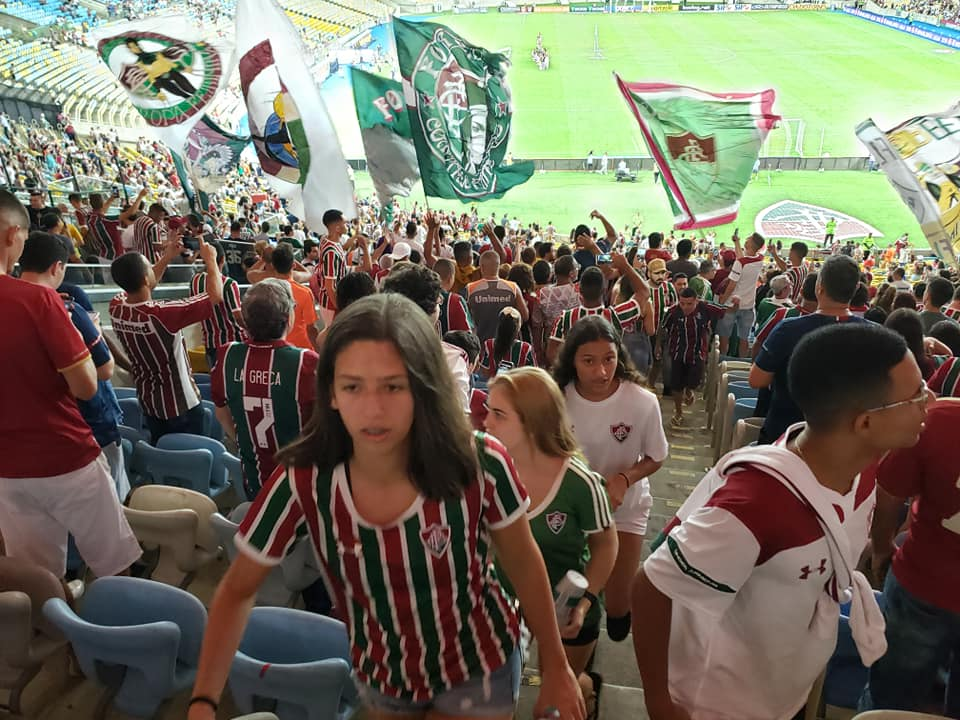
Torcida Tricolor contra o Fortaleza em 2019.

O dia da partida, 13 de maio, dia comemorativo pela libertação dos escravos, deve ter contribuído para criar esta lenda.
Segundo depoimento testemunhal do também ex-jogador dos dois clubes, Marcos Carneiro de Mendonça, o tal produto teria sido algo para combater irritação da pele, talvez um produto pós barbear, o que derruba a versão popular.
Alguns torcedores tornaram-se personalidades folclóricas e inesquecíveis da Torcida Tricolor, devido ao amor, paixão e fidelidade ao time, ainda nas primeiras décadas do futebol carioca. Chico Guanabara, capoeirista, foi um desses inigualáveis tricolores, que não perdia um só jogo e estimulava o time berrando e reclamando com o juiz.
O famoso Barriga, também faz parte dessa galeria. Na vitória ou na derrota bebia: para comemorar ou chorar as mágoas. Mas sóbrio ou não, era um perfeito cavalheiro, respeitador, incapaz de falar palavras obscenas e não escondia que seu ídolo maior era o goleador inglês do Flu, Henry "Harry" Welfare.
Um terceiro personagem não pode ser esquecido: Batista, sargento da Marinha, negro de quase dois metros de altura e cerca de 100 kg, que tinha passe livre dentro do clube e intermediava os jogos do Fluminense com o Riachuelo.
Já os torcedores mais jovens se acostumaram a ver nas arquibancadas no Maracanã, Guilhermino dos Santos, o “Careca”, que seguia para o estádio com o corpo coberto por pó de arroz, bandeira tricolor amarrada às costas, como uma capa, e assistia aos jogos de pé, entre o primeiro degrau da arquibancada e o parapeito. Careca animava a torcida com seus cantos e "batismos" com pó de arroz, mas a cada ataque adversário que representasse perigo real, ele se abaixava atrás do guarda corpo para não ser testemunha de um gol contra o seu tricolor.
Pasquale Amato, italiano que mantinha sua banca de jornais em frente ao prédio do Edifício Avenida Central, no Centro do Rio, de onde saíam as caravanas de torcedores do Fluminense para outros estados, era um digno representante da maioria da colônia italiana da cidade do Rio de Janeiro, assim como o oriundi Armando Giesta, fundador, antigo presidente e presidente de honra da Torcida Young Flu, até o seu falecimento em 2011, sendo esta a maior torcida organizada do Fluminense desde a década de 1980.
Cada tricolor deve lembrar de um torcedor como esses que não chegou a um ícone, mas nem por isso foi menos tricolor. Bom exemplo era o "Professor". O apelido foi dado pelos vizinhos que, como ele, sempre assistiam aos jogos no mesmo lugar, atrás do gol, no Estádio das Laranjeiras. Além de torcer para o time, o Professor era notório por corrigir os erros de português dos profissionais da imprensa, durante a transmissão das partidas, arrancando aplausos e gargalhadas dos tricolores entre um ataque e outro do Flu. Outros tantos se tornaram conhecidos por formar um grupo, como a Legião Tricolor, uma torcida que se prepõe a cantar os 90 minutos, incentivar sempre o time, criar novas músicas e resgatar a prática antiga de colorir as arquibancadas, agitando bandeiras tricolores durante todo o jogo.
Dentre artistas consagrados, chefes de estado, intelectuais e personalidades, não são poucos os que torcem pelo Flu, mas a Torcida Tricolor é composta em sua maioria por uma multidão anônima, que põe a paixão pelas três cores acima de tudo, que acredita sempre, que canta o hino não só com a voz, mas com a alma, que reverencia seus ídolos do presente e do passado, que "não abandona o barco" jamais, que sente o coração bater descompassado ao ver o time entrar em campo, que eterniza esse amor desmedido através das novas gerações e que entoa nos estádios os versos que sintetizam o que é torcer pelo Tricolor: 
É por isso que eu canto, que visto esse manto, orgulho de ser tricolor [...]

### Torcedores famosos e ilustres

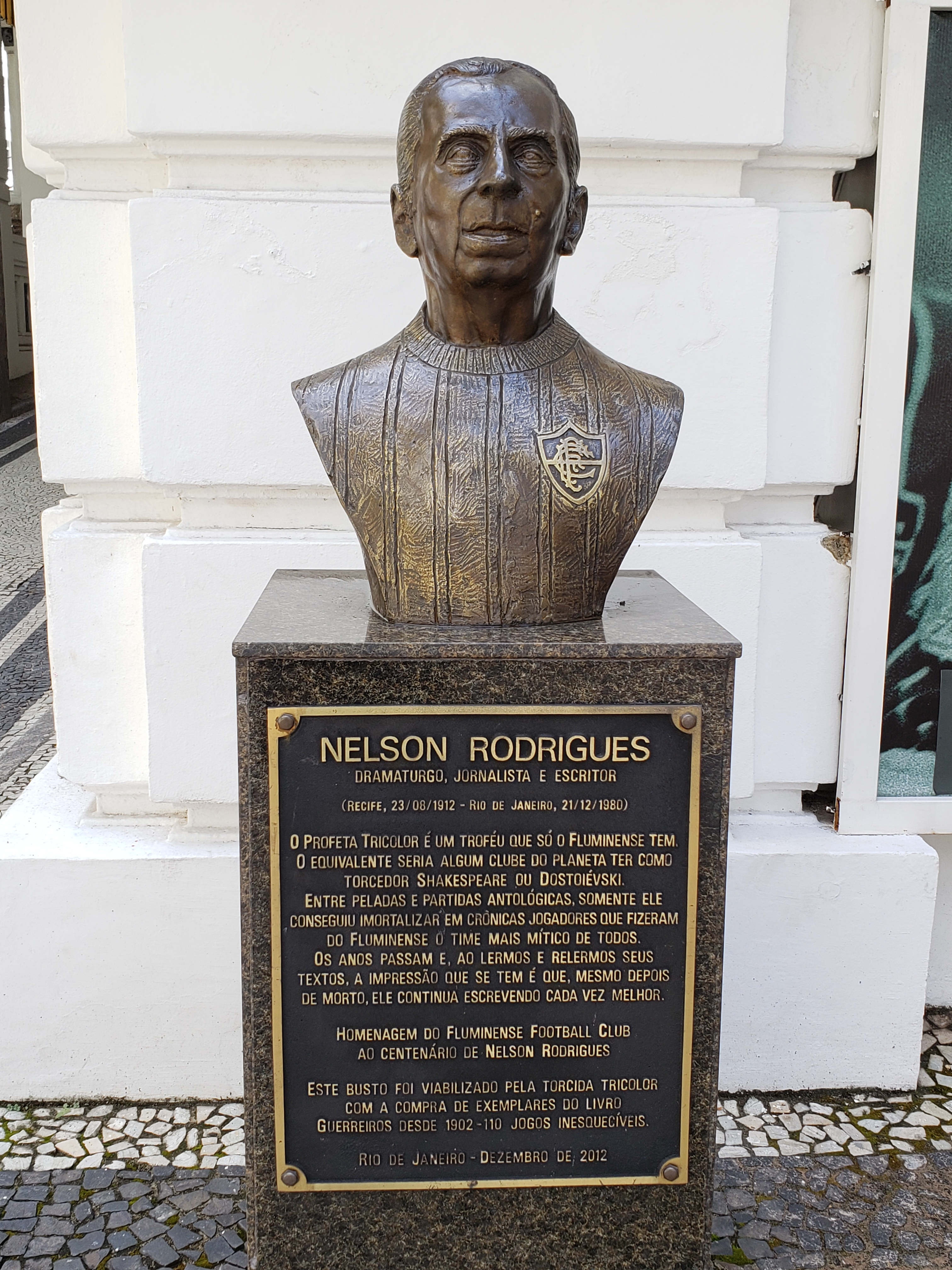
Nelson Rodrigues, o "Shakeaspeare Brasileiro".

O Fluminense sempre teve um grande número de torcedores importantes devido sua origem na elite carioca, já que o clube se localiza em Laranjeiras, um dos bairros nobres da cidade até hoje, além de ser o primeiro clube de futebol do Rio de Janeiro.
Políticos, músicos, atores e empresários sempre fizeram parte da torcida. Em 2007 o Fluminense era o segundo time com o maior número de torcedores entre os parlamentares em Brasília, ao todo 44 parlamentares disseram a Rede Globo torcer pelo clube, sendo 33 deputados federais e 11 senadores, superando Corinthians com 37, Botafogo com 37, Vasco com 36 e Palmeiras com 27, além disso a torcida Fluminense é a mais escolarizada entre os 18 clubes com maior torcida do país segundo o IBOPE, tendo 22,3% de seus torcedores ensino superior, sendo seguido pelo Palmeiras com 17,9%.

### Torcidas organizadas

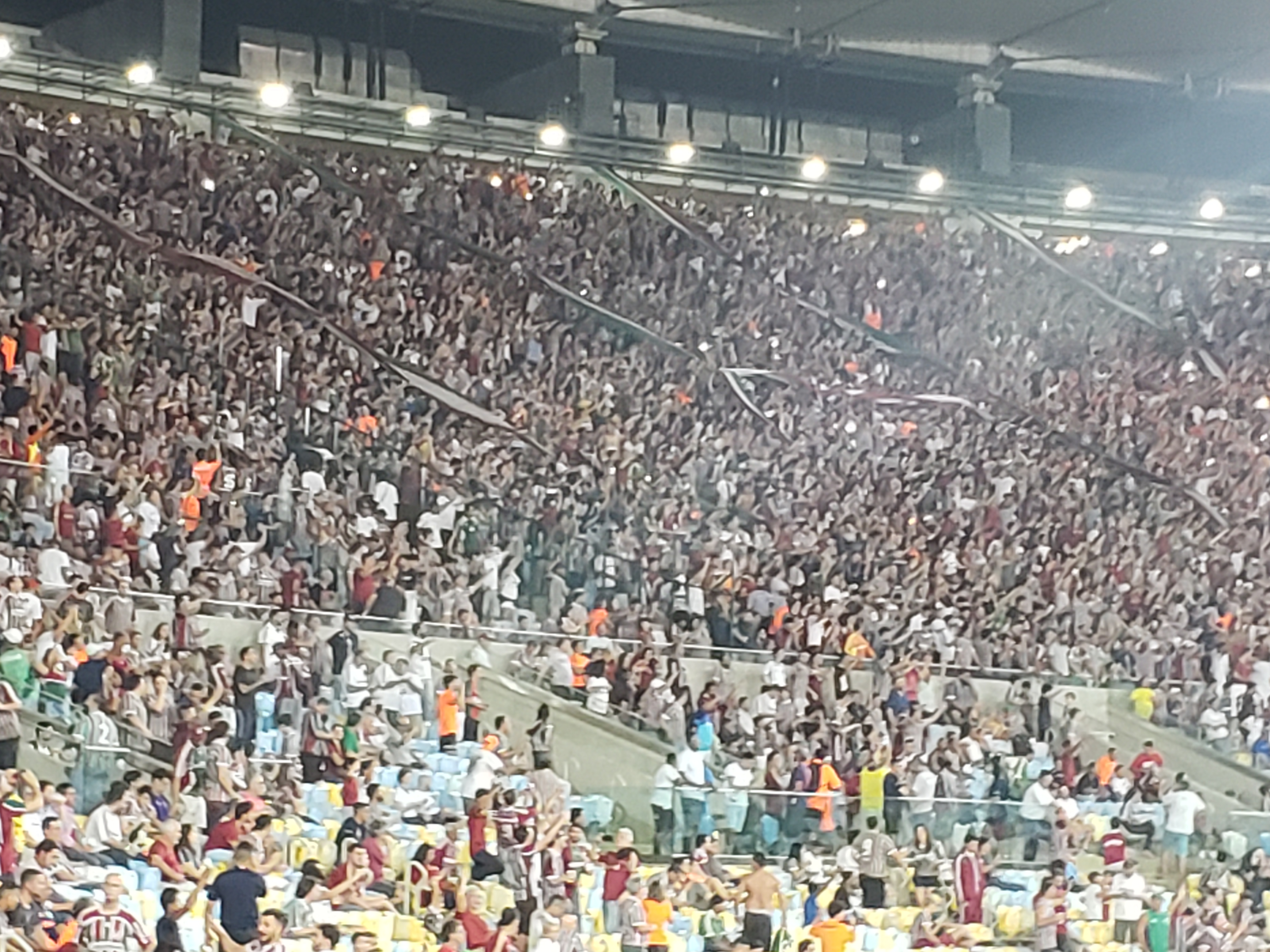
Torcida Tricolor incentivando o time durante o jogo contra o em 2019.

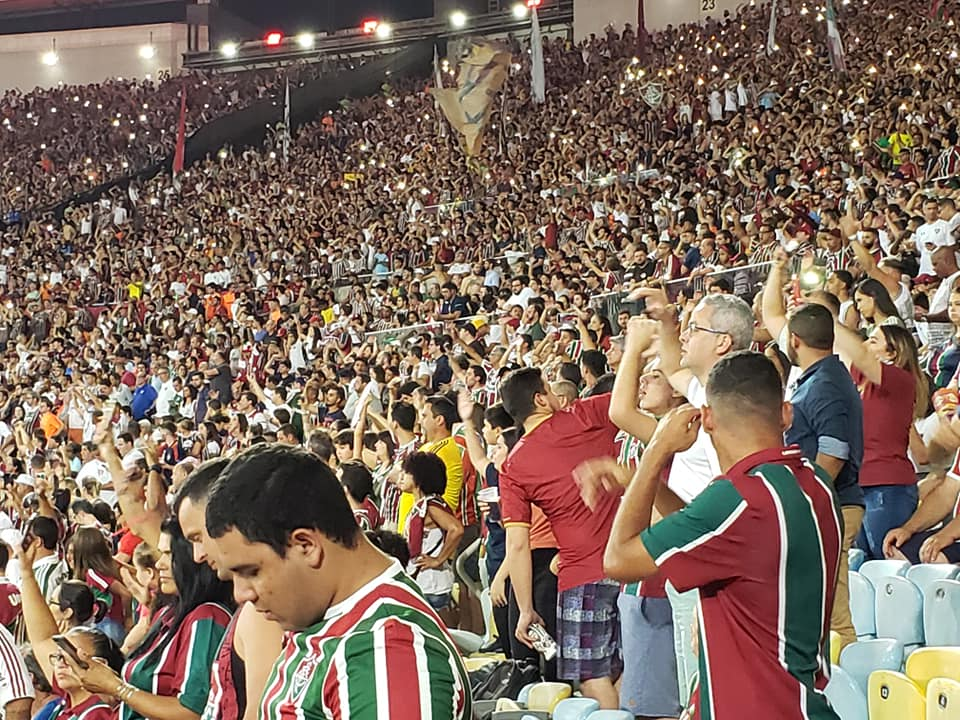
Torcida Tricolor incentivando o time durante o jogo contra o em 2019.

Segundo o livro O clube como vontade e representação, de Bernardo Buarque de Hollanda, Carlos Guilherme Krüger, o Paulista, funda a TOF - Torcida Organizada do Fluminense, em 1946, a primeira torcida organizada tricolor, embora desde os primórdios do futebol carioca houvesse manifestações e mobilizações de torcedores, como a Turma do Placar em 1940, grupo organizado que se reunia embaixo do placar do Estádio de Laranjeiras, para torcer pelo Fluminense, mas nada que pudesse ser enquadrado nas definições de torcida organizada que surgiriam durante a década de 1940. No final da década de 1960, a Torcida Organizada do Fluminense se uniria ao Movimento Jovem Flu, integrado por personalidades de destaque na vida cultural carioca, criando a Torcida Organizada Jovem Flu, dirigida por Sérgio Aiub, que durante a década de 1970 seria a maior torcida do Fluminense.
O Fluminense possui entre seus adeptos um grande número de torcidas organizadas. As mais representativas desde a década de 1980 são a Young Flu, e a Força Flu, do grupo de torcidas jovens de vários clubes que nasceriam com ideologias diferentes das torcidas organizadas anteriores, ambas criadas em 1970. Além destas, marcam presença constantemente nas arquibancadas a Flunitor, Fiel Tricolor, Flubeer, Império Tricolor, Torcida Organizada Jovem Flu, Garra Tricolor, Flu Bar, Flu Mulher, Fluburgo, Macaé-Flu, Sampaflu, Axé- Flu, Fluruguay, Fluchile, NY Flu (EUA), Flu Tchê, Fluritiba, Flumenau, Flu Acre, Flu Pará e Flu Metal, entre as de maior expressão, visto existirem outros grupos menores. A Torcida Tricolor é o maior patrimônio do Fluminense, na vitória ou na derrota nunca deixa de acompanhar o time, com seu apoio e dedicação. Isto inspirou a criação de várias torcidas organizadas. A Força Flu, por exemplo, foi fundada em 25 de novembro de 1970, inspirando-se na "Forza Italia", torcida que acompanhava a seleção italiana na Copa do Mundo de 1970, no México. Seu lema é "Conosco quem quiser, contra nós quem puder". Já em dezembro deste mesmo ano surgia a Young Flu, a maior torcida organizada do Fluminense, cujo lema é "Poucos a viram nascer, muitos a viram crescer, ninguém há de vê-la morrer". A Flunitor ("O terremoto grená") foi fundada em 1973 por tricolores de Niterói. A Fiel Tricolor fundada em 1976 tem como lema a frase "A torcida que mais cresce". Alunos do Colégio São Vicente de Paula, em Laranjeiras, iniciaram a Garra Tricolor em 1995 com o lema "Verás que um filho teu não foge à luta".
Recentemente, assistiu-se ao nascimento de duas barras-bravas, coletivos que não são considerados torcidas organizadas, e que são notáveis por cantar o tempo inteiro: o Movimento Popular Legião Tricolor, que tem presença efetiva em todos os jogos do Fluminense desde sua criação em 2006, e O Bravo Ano de 1952, cujo nome é uma alusão ao título mais importante da história do clube a Copa Rio de 1952, uma espécie de torneio mundial de clubes da época. A tecnologia da comunicação integrou tricolores de vários estados e nações. Na internet surgiram sites e listas de discussão, pontos de encontro de inúmeros tricolores. Assim nasceram páginas (sítios) como a de Luís Nova, as "Opiniões Tricolores", Sempreflu, FluNews, Observatório do Fluminense, Torcida Tricolor, AxéFlu, Canal Fluminense, Jornalheiros, Panorama Tricolor, Fluminense & etc, Pó-de-Arroz, o Site Oficial do FFC e tantos outros.

## Pesquisas sobre torcedores

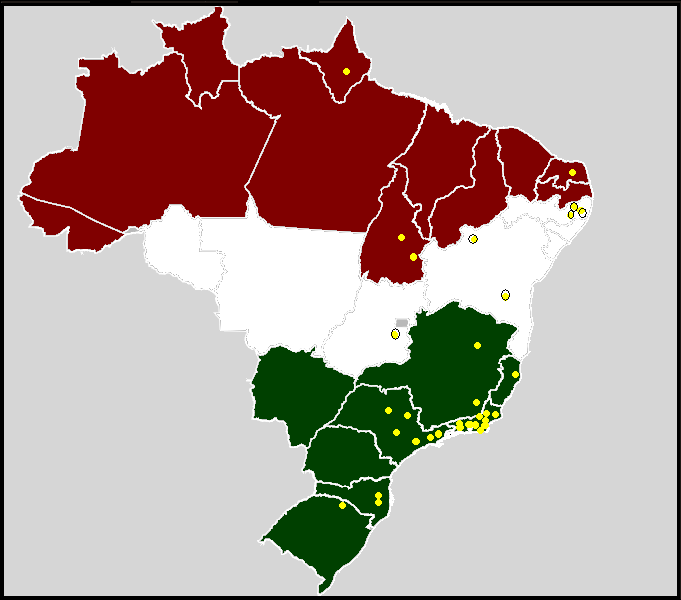
Concentrações da Torcida Tricolor.

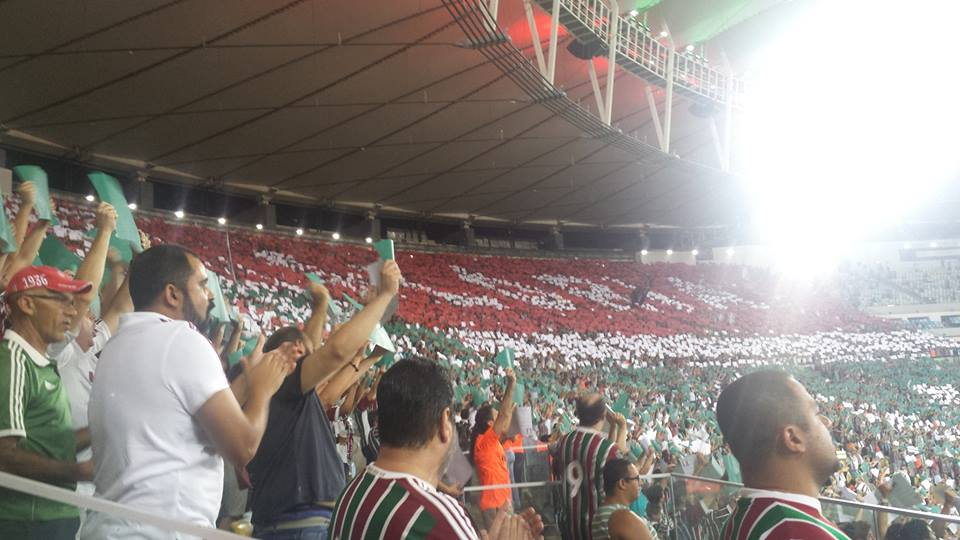
Torcida do Fluminense no Setor Sul contra o Liverpool do Uruguai em 2017.

Segundo as pesquisas realizadas de torcidas já realizadas no Brasil, a torcida do Fluminense oscila entre a 5ª e a 12ª colocação dependendo do Instituto de Pesquisa e da época em que foi realizada. Este tipo de levantamento, que começou a ser realizado em 1983 pelo Instituto Gallup e desde então é realizado por vários institutos, aponta na maior parte delas a torcida do Flu oscilando entre a 6ª e a 8ª colocação, tendo sido apontada como a quinta maior em 1993.
O percentual de tricolores apontado nas últimas 11 pesquisas realizadas (entre 2006 e 2013), varia entre 4,8% e 5,7% da população brasileira.[carece de fontes?] Considerando a população do Brasil como cerca de 200.000.000 de indivíduos, o número de torcedores do Flu seria algo entre 9.600.000 e 11.400.000 de pessoas, tendo como média o número de 10.500.000. Os associados do Fluminense, baseados nas pesquisas separadas por estados e nos dados de consumo de produtos e frequência nos estádios, estimam a Torcida Tricolor como tendo entre 9.000.000 e 11.000.000 de torcedores.
A mais abrangente pesquisa de torcidas já divulgada, com 21.049 entrevistados e baixa margem de erro (apenas 3,68%), permite mensurar a Torcida Tricolor, considerando a projeção do IBGE para o Brasil em 2013, com 200.000.000 de habitantes, entre 2,12% (5.240.000) e 5,48% (9.960.000), crescendo (1,8% - 3.600.000 torcedores identificados pela pesquisa - contra 1,6% em relação a do LANCE IBOPE 2006, a que até então tinha margem de erro mais baixa, 1,2%), mesmo percentual apontado pela pesquisa LANCE IBOPE 2014, esta com margem de erro de 1%.
Em trinta e quatro pesquisas realizadas no Estado do Rio de Janeiro entre 1948 e 2014, a torcida do Fluminense foi apontada como a terceira maior na grande maioria, tendo sido apontada sete vezes como a segunda e duas vezes como a quarta, números parecidos com os apurados no limítrofe Estado do Espírito Santo.[carece de fontes?]
Entre 1948 e 1954 o Fluminense aparecia como a segunda maior torcida da cidade do Rio de Janeiro em todas as três pesquisas realizadas, com os percentuais variando em ordem cronológica entre 28,5% e 18% nesse período, com 13,5% em 2010, tendo aparecido como a terceira apenas em 1959.[carece de fontes?]
A torcida do Fluminense é comumente apontada como uma torcida de elite, dado as mesmas pesquisas apontarem um maior número de fãs do clube nas classes A e B (de maior poder aquisitivo e escolaridade),[carece de fontes?] sendo mais representativa geograficamente na Zona Sul da cidade do Rio de Janeiro, com cerca de 25% dos moradores da região mais nobre da cidade torcendo pelo Tricolor, além de aparecer como a segunda maior torcida em algumas regiões da cidade e também do Estado do Rio de Janeiro.
Pesquisa do IBOPE em 2009, divulgada pelo jornal O Globo de 7 de junho de 2009, apontou a torcida do Flu com 46% dos seus torcedores pertencentes as classes A e B, 47% a classe C e apenas 7% identificados nas classes D e E. Em 1993, a pesquisa Ibope/Placar apontou 48,6% da Torcida Tricolor como tendo curso superior completo ou incompleto. A pesquisa LANCE! IBOPE 2014 apontou também a Torcida Tricolor como a mais escolarizada do Brasil, com 22,3% de seus torcedores tendo concluído o ensino superior, contra cerca de 12% de seus 3 principais rivais locais.
Pesquisa do O GLOBO/Ipec entre os dias 1º e 5 de julho de 2022, apontou a torcida tricolor como a 15º maior torcida do Brasil, com 1,1% de torcedores. Vale ressaltar, que a pesquisa incluiu diversos fatores como regiões, renda, gênero, idade e escolaridade. A pesquisa contou com 2 mil entrevistados de forma presencial em 128 municípios de todo o país.

## Redes sociais e itens de consumo

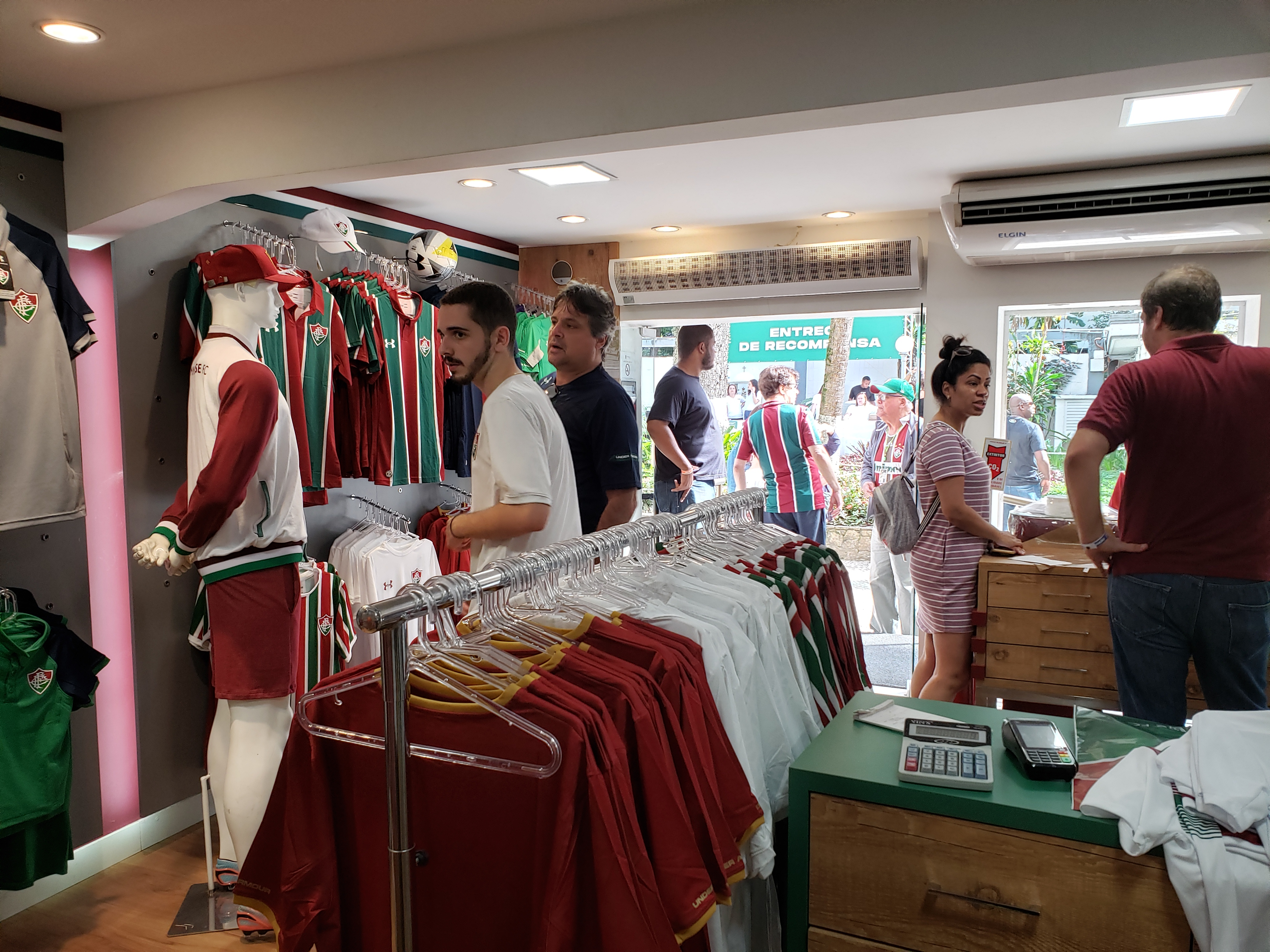
Torcida Tricolor na Loja do em 2019.

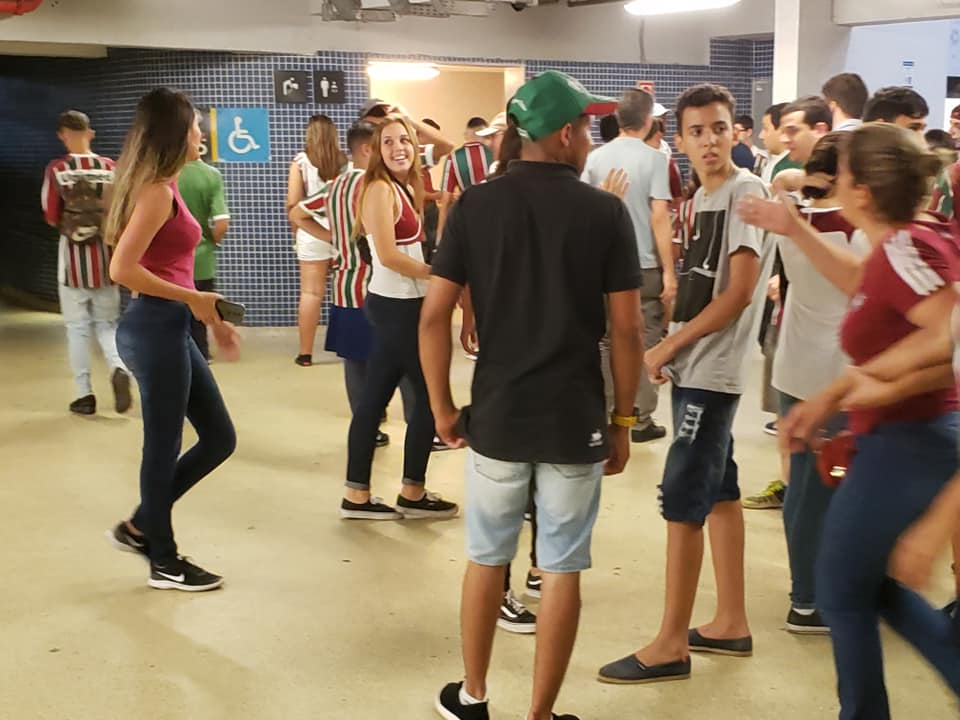
Torcida Tricolor no Maracanã em 2019.

Na compra de pacotes de transmissões de jogos pela TV a cabo, a torcida do Fluminense aparece como décima colocada entre as torcidas, em 2008 o Tricolor aparecia como a quinta camisa de clube mais vendida, além de ter o nono site de clube mais acessado do Brasil e ser o nono clube brasileiro com mais seguidores no Facebook.
Em 2014, o Flu foi apontado como o décimo clube que mais arrecada com a venda de camisas na América do Sul, e em 2015 o sétimo clube brasileiro que mais vende camisas. Com a Adidas, o Fluminense manteve relacionamento entre 1996 e 2015, vendendo uma média de 300.000 camisas por ano.
No número total de apostas da Timemania em 2012 o Flu foi o nono clube mais apostado, com 3.326.534 apostas, 2,60% do total, o que pode indicar crescimento da Torcida Tricolor nas "classes C e D", perfil presumível dos apostadores.
Embora tenha criado a página oficial do clube no Facebook apenas em 2011, o Fluminense superou a marca de 500.000 seguidores em 26 de março de 2013, sendo o nono clube brasileiro mais curtido nesta rede social por ocasião da divulgação desta marca.
No dia 22 de março de 2017 o Fluminense chegou a marca de 1 milhão de seguidores no Twitter, tendo nesse dia 1.319.764 seguidores no Facebook, conforme consulta a página do clube nessa rede social.
Além do conteúdo habitual de suas páginas o Fluminense promove ações de marketing pontuais, como aconteceu durante a realização da Copa América de 2017, quando várias seleções estrangeiras treinaram no Centro de Treinamento Carlos José Castilho com o clube conseguindo grande destaque em interação e engajamento em suas redes sociais.
Ao final de fevereiro de 2020 o Fluminense foi o 11º clube de futebol brasileiro a ultrapassar a marca de 3.500.000 seguidores no somatório das principais redes sociais dessa época (Facebook, Twitter, Instagram e Youtube), sem considerar o caso especial da Chapecoense, que ganhou mais de 5 milhões de seguidores depois da queda do avião que vitimou a sua equipe de futebol em 2016, causando grande comoção popular.

## Públicos nos estádios

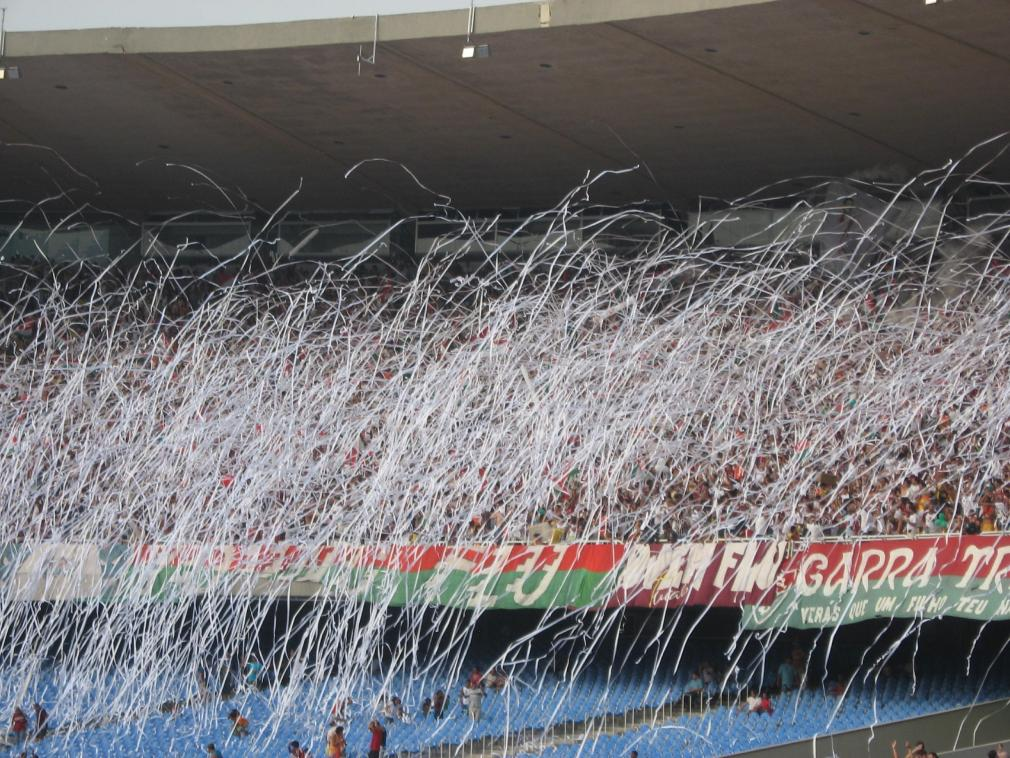
Torcida Tricolor contra o em 2007.

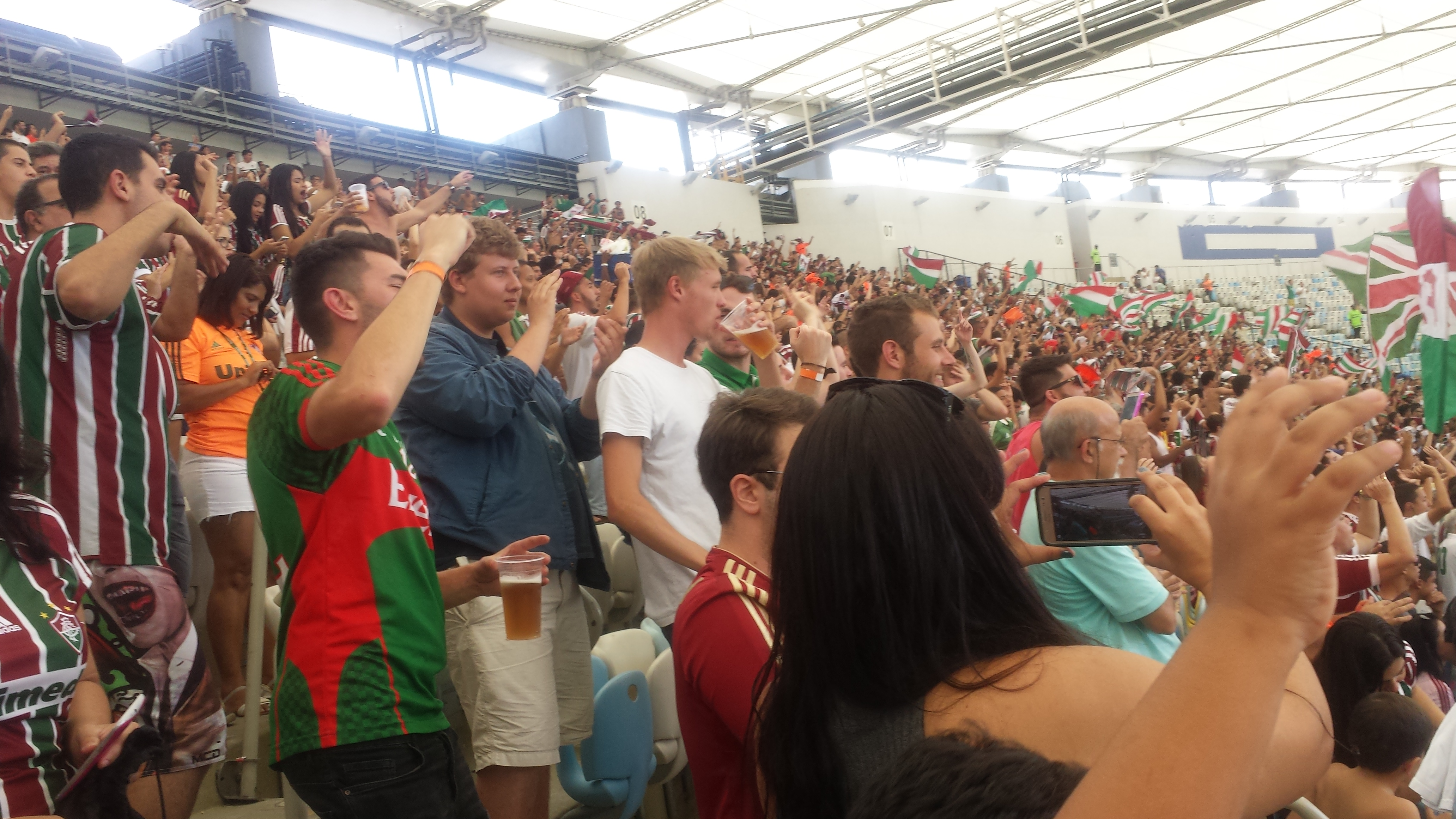
Torcida Tricolor contra o Santos em 2017.

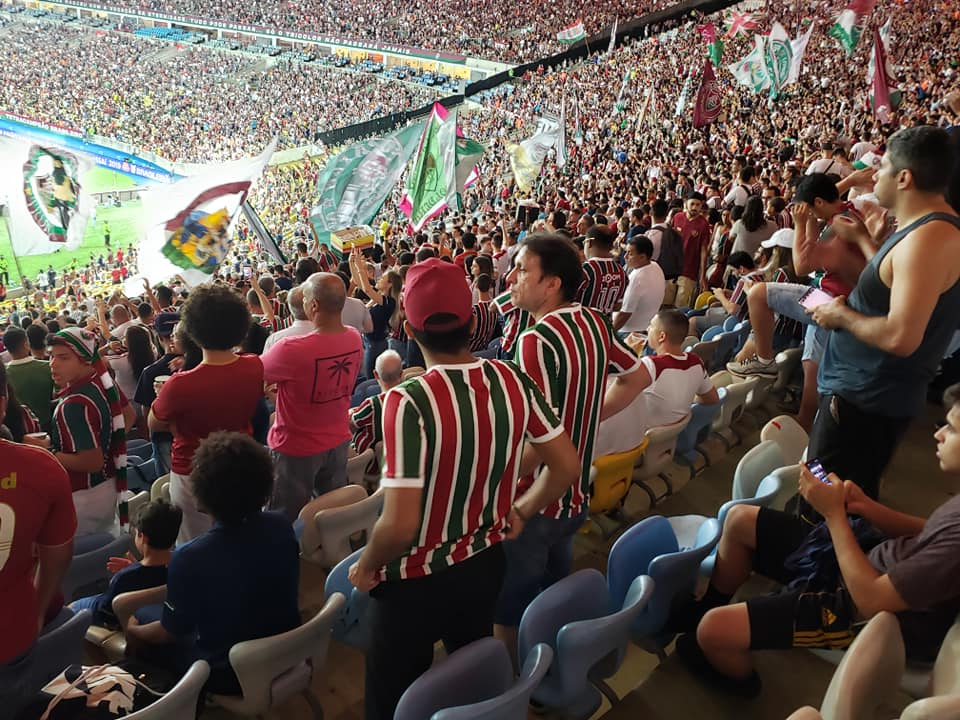
Torcida Tricolor contra o Fortaleza em 2019.

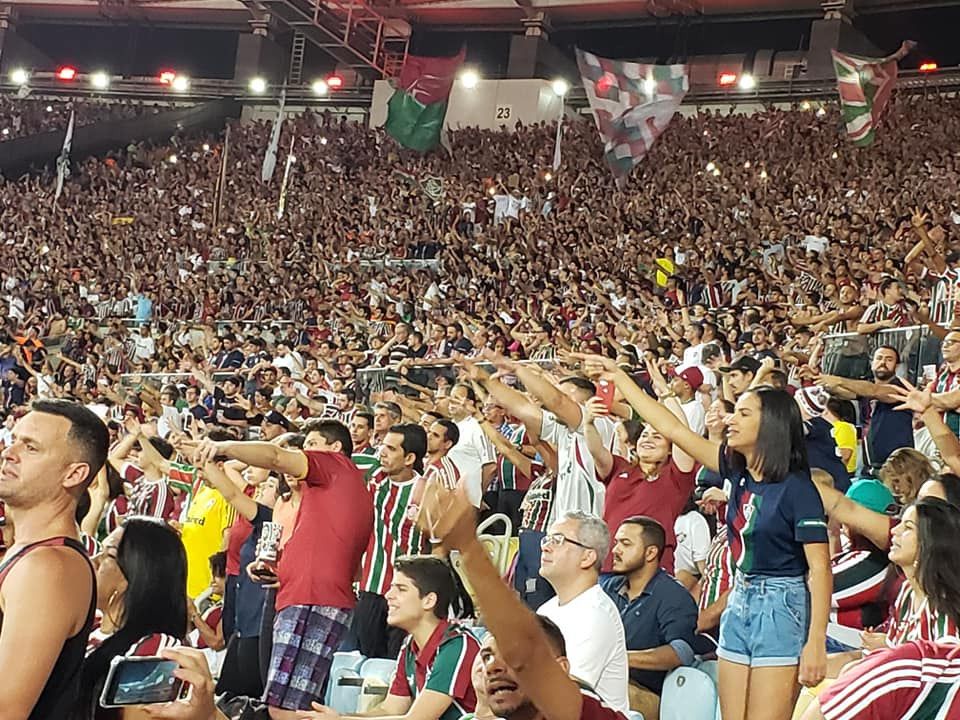
Torcida contra o Fortaleza em 2019, com 39.965 torcedores presentes.

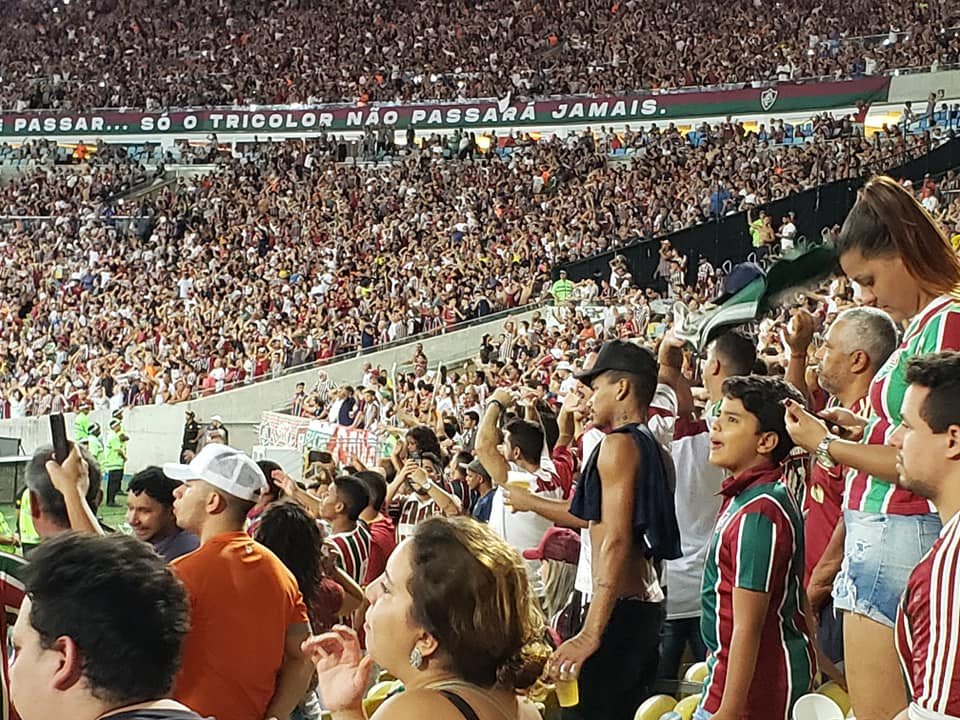
Torcida contra o Fortaleza em 2019.

Os jogos do Fluminense em sua história levaram por pelo menos 81 vezes públicos maiores do que 90.000 pessoas aos estádios, possivelmente por até 105 vezes, considerando-se as pendências de públicos presentes desconhecidos atualmente em jogos que tiveram públicos pagantes acima de 77.000, incluindo neste total partidas disputadas contra times pequenos ou de fora do Rio.
Considerando a base dados do site Fluzão.info, entre 1950 e 2010 os jogos do Flu no Maracanã tiveram 47.167.794 ingressos vendidos, uma média de 30.024 pagantes por partida.
O Campeonato Carioca em que o Flu levou mais torcedores aos estádios foi o de 1976, quando o somatório de 1.339.007 torcedores pagaram ingressos em 32 jogos para ver o time conhecido como a Máquina Tricolor. Uma média de 41 843 torcedores por partida, ou 43 844 considerando apenas os 30 jogos no Maracanã. No ano anterior já havia levado 1 202 718 torcedores pagantes em 31 jogos, média de 38 958. No Campeonato Brasileiro de 1976, a Máquina Tricolor continuou arrastando grandes públicos aos estádios e 847 480 espectadores pagaram ingressos para assistirem os 22 jogos do Fluminense, uma média de 32 976 ou de 43 541 considerando apenas os 13 jogos em que o Flu jogou no Rio de Janeiro para 566 033 pagantes.
Entre 1969 e 1971, anos de intensos movimentos de público no Estádio do Maracanã, os clubes que mais arrecadaram no Campeonato Carioca foram os seguintes (rendas líquidas): Fluminense (Cr$ 3.304.585,49), Flamengo (Cr$ 3.147.583,92), Botafogo (Cr$ 2.980.173,36), Vasco (Cr$ 2.360.766,03 e America (Cr$ 1.129.322,71).
Nas principais conquistas tricolores, o público também foi muito elevado. Na Copa Rio de 1952, o Flu teve 341 583 torcedores presentes em 7 jogos, média de 48.797. No Torneio Roberto Gomes Pedrosa de 1970, 631 297 pagantes em 19 jogos, ou média de 33 224, no Maracanã, 11 jogos com público total de 444.495, média de 40 408. e na conquista do Campeonato Brasileiro de 1984, 860 229 pagantes em 26 jogos, média de 33 085, ou 482 367 em 10 jogos no Maracanã, média de 48 236 no grande estádio. A maior média de público do Flu no Maracanã entretanto, foi no Campeonato Carioca de 1969, média de 66 835 pagantes (em 14 jogos, fora os não pagantes) e já no segundo Campeonato Carioca da Era Maracanã, em 1951, o Flu teve uma média de 69 812 espectadores (58 455 pags.) nos 12 jogos realizados neste estádio.
Na campanha do vice-campeonato da Copa Libertadores da América de 2008, a média de público do Fluminense no Maracanã foi de 52 801 torcedores presentes (49 011 pagantes). Na campanha do vice-campeonato da Copa Sul-Americana de 2009, o Fluminense alcançou o segundo maior público pagante da história desta competição até 2014, com 198.173 ingressos vendidos nesta edição, abaixo apenas do Universidad do Chile, com 200.638 ingressos em 2011, mas tendo a maior média de público pagante da história da Copa Sul-Americana, com 26.789 pagantes por partida até então.
No Brasil, só o Fla leva vantagem sobre o Flu na hora de se medir grandes públicos, com o Vasco há equilíbrio e o Botafogo fica bem para trás, mesmo sendo o quarto clube brasileiro neste quesito, com a torcida tricolor proporcionando frequentemente grandes espetáculos, com criatividade marcante. O Campeonato Carioca é a competição que estimula mais a presença de público dos cariocas, como pode-se ver entre os maiores públicos do Brasil, uma vez que as rivalidades locais ainda são muito fortes.
Médias de público em campeonatos brasileiros
Públicos pagantes, jogos com mando de campo, que não incluem confrontos disputados no Maracanã com mandos de campo de outros clubes cariocas, em geral com grande presença da Torcida Tricolor, cabe ressaltar. Também considerados os públicos não pagantes nos jogos do Maracanã, as médias abaixo poderiam ser até cerca de 20% maiores em alguns anos, dado o grande número de gratuidades neste estádio, em cumprimento a legislação estadual.
O Fluminense teve a melhor média de público do Campeonato Brasileiro em 1970, 2000 e 2002.
 Campeonato Brasileiro Série A
 Campeonato Brasileiro Série B
 Campeonato Brasileiro Série C
Em Vermelho, o ano em que o Fluminense disputou o primeira divisão.
Em Verde, o ano em que o Fluminense disputou o segunda divisão.
Em Amarelo, o ano em que o Fluminense disputou o terceira divisão.
(*) Temporadas nas quais o Fluminense disputou o Campeonato Brasileiro com o Maracanã totalmente fechado (2005, 2011 e 2012), com a maior parte de sua capacidade interditada (1999) ou fechado na maior parte da temporada (2010, fechado em 10 das 19 rodadas com mando de campo, e 2016, usado em apenas 2 das 19 rodadas por estar cedido para o Comitê Olímpico).
 A média de 1984 inclui duas partidas em São Januário e uma em Moça Bonita; no Maracanã foi de 48.236 pagantes.

## Maiores públicos do Fluminense

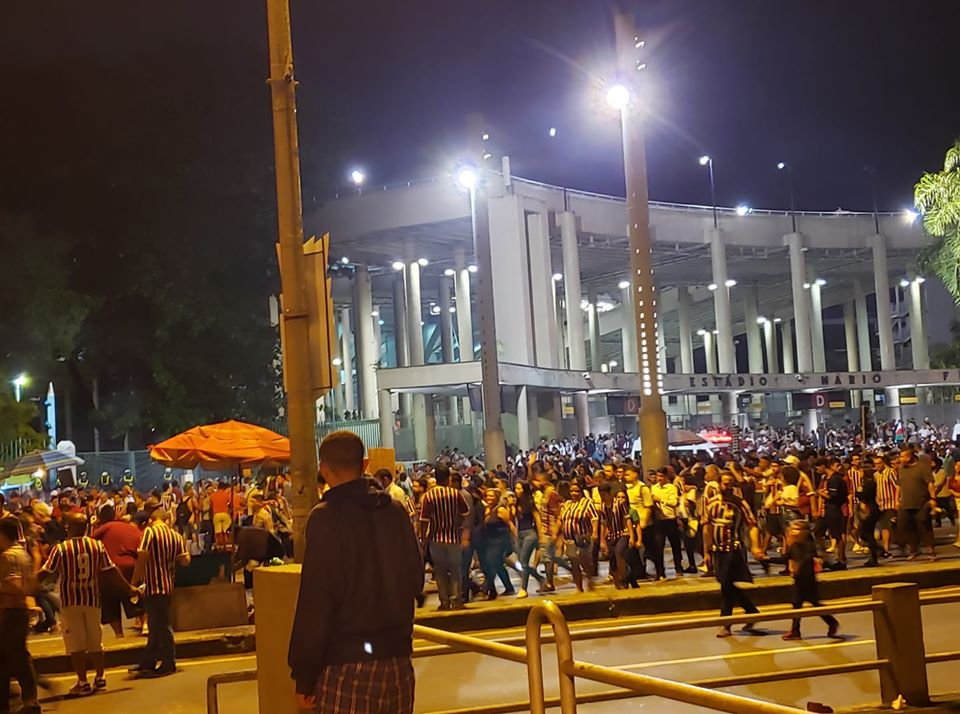
O Estádio do Maracanã, palco dos grandes jogos.

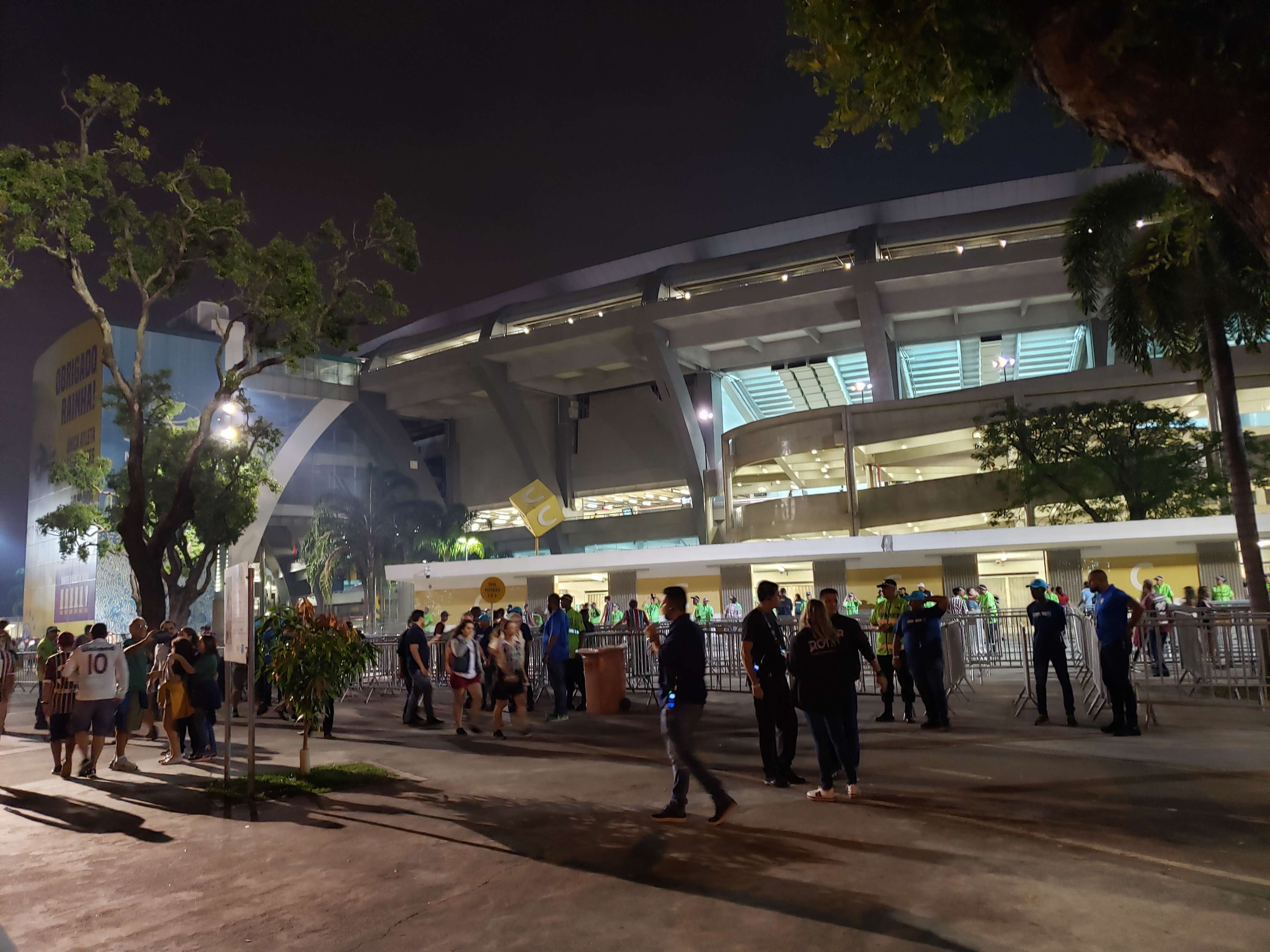
Torcida do Fluminense contra o Ceará em 2019.

Notas
¹: Foram 177.656 pagantes, essa partida é o recorde mundial de público numa partida entre clubes.
²: Público estimado.
³: Rodada dupla.
⁴: Esse foi o segundo jogo da final do Campeonato Brasileiro de 1984, com o empate o Fluminense foi o campeão, já que o primeiro jogo foi 1 a 0 para o tricolor.

## Maiores médias de público por competição

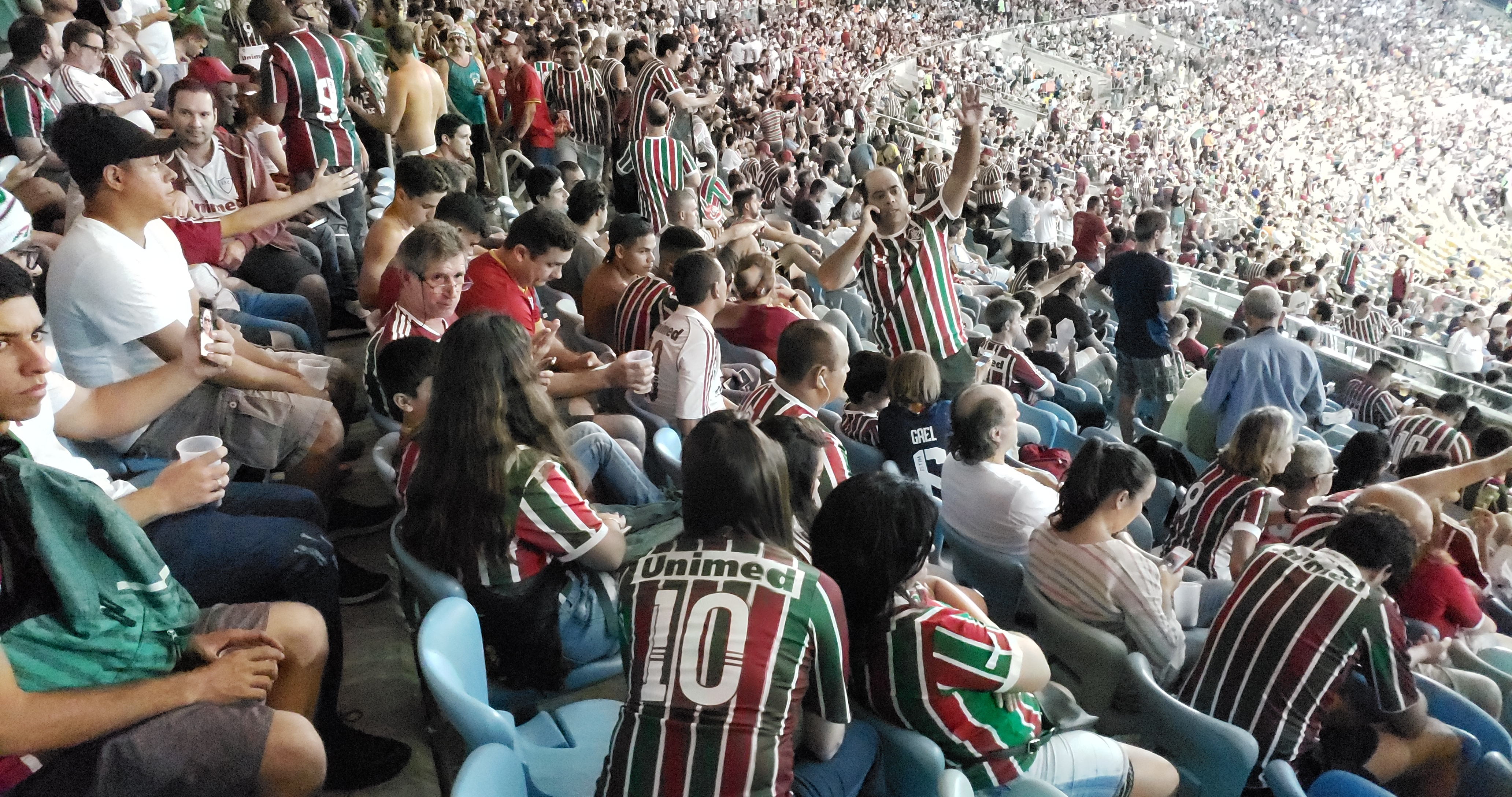
Torcida contra o em 2019.

Maior média de público na Copa Libertadores da América (RJ): 54.911 pagantes em 2023
Maior média de público na Copa Sul-Americana (RJ): 29.357 (27.318 pagantes, 2009).
Maior média de público em Campeonatos Intercontinentais (RJ): 48.797 (37.541  pagantes, Copa Rio, 1952).
Maior média de público em campeonatos Brasileiros (RJ): 43.541  pagantes (1976).
Maior média de público no Torneio Roberto Gomes Pedrosa (RJ): 40.408  pagantes (1970).
Maior média de público na Copa do Brasil (RJ): 27.123  pagantes (2007).
Maior média de público no Torneio Rio-São Paulo (RJ): 33.018  pagantes (1960).
Maior média de público no Campeonato Carioca: 47.814 pagantes (1969, todos os estádios).
Maior média de público no Campeonato Carioca no Estádio do Maracanã: 93.560  pagantes (1969, 10 Jogos).

## Ligação externa
A história dos mosaicos na torcida do Fluminense.